# Раймондс Вилкоїтс
Раймондс Вилкоїтс (латис. Vilkoits Raimonds; народився 10 квітня 1990, Рига, Латвія) — латвійський хокеїст, нападник. Виступає в ризькому Динамо-Юніорс, виступав у складі юніорської збірної Латвії (U-18) та молодіжної збірної Латвії (U-20).